# گوسفند بزرگ‌شاخ
گوسفند بزرگ‌شاخ (نام علمی:Ovis canadensis) گونه‌ای از گوسفند در آمریکای شمالی است که به دلیل شاخ‌های بزرگش این‌چنین نام‌گذاری شده‌است. این شاخ‌ها می‌توانند تا ۱۴ کیلوگرم وزن داشته باشند، در حالی که خود گوسفندان حداکثر ۱۴۰ کیلوگرم وزن دارند. تحقیقات ژنتیکی اخیر نشان می‌دهد که گوسفند بزرگ‌شاخ سه زیرگونهٔ مجزا دارد که یکی از آن‌ها (Ovis canadensis sierrae) با خطر انقراض مواجه است. در ابتدا گوسفندان از طریق برینگیا  از سیبری وارد آمریکای شمالی شدند. جمعیت بزرگ‌شاخ‌ها در آمریکای شمالی با رسیدن به میلیون‌ها راس به نقطهٔ اوج خود رسید و این بزرگ‌شاخ‌ها را وارد اساطیر سرخ‌پوستان کرد. اگرچه تا سال ۱۹۰۰ تعداد بزرگ‌شاخ‌ها تا چند هزار راس کاهش یافت اما تلاش برای محافظت از آن‌ها (بخشی توسط دیده‌بانان نوجوان) تعدادشان را به حالت قبل برگرداند.